# Sandra Escacena
Sandra Escacena (Madrid, 30 de març de 2001) és una actriu espanyola, coneguda principalment pel seu paper protagonista en la pel·lícula Verónica, de Paco Plaza.

## Trajectòria

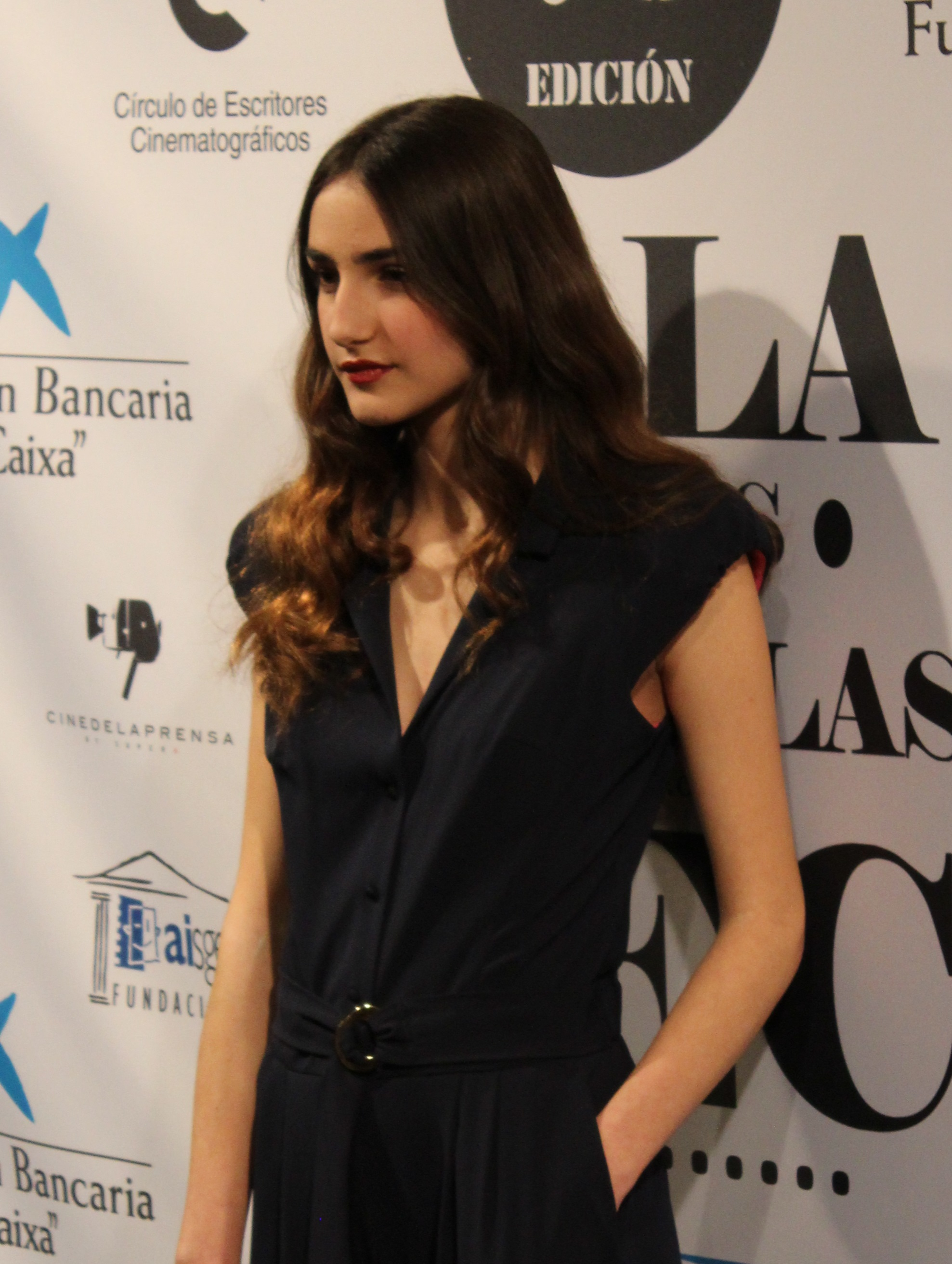
Escacena en la 73a edició de les Medalles del Cercle d'Escriptors Cinematogràfics

Entre 2009 i 2012 va fer estudis de teatre a l'Escola S.V. Produccions Escèniques de Villaviciosa de Odón i entre 2012 i 2014 a l'Escola Municipal d'Art Dramàtic de Madrid. Des de 2015, assisteix a classes de teatre a l'escola Primera Toma de Madrid. Durant aquests anys va participar en diverses obres de teatre.
L'any 2016, a iniciativa de la directora de càsting Arantza Vélez, va fer diverses proves per interpretar Verónica en la pel·lícula homònima dirigida per Paco Plaza, després de les quals finalment va ser seleccionada. Al desembre de 2017 va ser nominada per al premi Goya a la millor actriu revelació i per al premi Feroz a la millor actriu protagonista per aquesta interpretació.

## Filmografia

### Cinema
| Any  | Títol           | Personatge     | Adreça     |
| ---- | --------------- | -------------- | ---------- |
| 2017 | Verónica        | Verónica Gómez | Paco Plaza |
| 2017 | The Same (curt) |                | Paco Plaza |

### Televisió
| Any  | Sèrie                       | Canal     | Personatge | Notes      |
| ---- | --------------------------- | --------- | ---------- | ---------- |
| 2018 | Paquita Salas               | Netflix   | Cambrera   | 1 episodi  |
| 2018 | La parálisis del miedo      | Movistar+ | Noia       | TV-Movie   |
| 2019 | Hospital Valle Norte        | La 1      | Daniela    | 1 episodi  |
| 2019 | Comando Squad: La presencia | Flooxer   | Cristina   | 6 episodis |
| 2019 | Terror y feria              | Flooxer   | Sara Satán | 1 episodi  |

### Teatre
| Any  | Títol                                     | Personatge            |
| ---- | ----------------------------------------- | --------------------- |
| 2010 | La otra historia de Caperucita Roja       | Mare de Caputxeta     |
| 2011 | Blancanieves                              | Blancaneus            |
| 2012 | Nunca Príncipe Azul                       | El Quixot de la Manxa |
| 2013 | La muy fogosa historia de Miguel Castilla | Flor i Comadre        |
| 2014 | Romeo y Julieta                           | Julieta               |
| 2019 | El Sirvinete                              | Vera i Mabel          |